# Доркинг
Доркинг (енгл. Dorking) је град округа Сари у јужној Енглеској. Град има 17.000 становника према процени из 2007. године. Налази се око 40 километара јужно од Лондона. Развијао се још у доба Римљана, као насеље на путу који повезивао Лондон и Чичестер. У осамнаестом и деветнаестом веку био је познат по својој великој пијаци. Овде је рођен велики британски глумац Сер Лоренс Оливије.